# Marian Kornecki
Marian Andrzej Kornecki (ur. 24 marca 1924 w Krakowie, zm. 31 grudnia 2001) – polski historyk sztuki, konserwator zabytków, doktor nauk humanistycznych, wykładowca Uniwersytetu Jagiellońskiego, znawca i obrońca zabytków architektury drewnianej.

## Wykształcenie
Przed wojną uczył się w Liceum im. Jana III Sobieskiego w Krakowie. W latach 1942–1943 uczestniczył w zajęciach Szkoły Przemysłu Artystycznego. Po tzw. małej maturze w 1944 na kompletach tajnego nauczania, po wojnie uzyskał pełne wykształcenie średnie w Liceum im. Adama Mickiewicza w Krakowie (1946). W latach 1947–1951 studiował na Uniwersytecie Jagiellońskim, gdzie 15 stycznia 1951 uzyskał tytuł magistra praw. W latach 1977–1978 ukończył na UJ studia podyplomowe z metodologii badań nad sztuką. 16 grudnia 1988 uzyskał stopień doktora nauk humanistycznych w specjalności historia sztuki za pracę „Kościoły drewniane w Małopolsce”.

## Działalność
Przez kilka lat pracował w Dyrekcji Okręgowej Kolei Państwowych w Krakowie. W 1951 podjął pracę w krakowskim Wojewódzkim Urzędzie Konserwatorskim i od 1953 był zastępcą Wojewódzkiego Konserwatora Zabytków, Hanny Pieńkowskiej. Po utworzeniu w 1967, w strukturach tegoż urzędu, Biura Dokumentacji Zabytków objął kierownictwo tej jednostki i sprawował je do chwili reorganizacji sieci województw w Polsce. Od 1976 niemal do czasu przejścia na emeryturę (1990), kierował Pracownią Dokumentacji Naukowej i Ewidencji Konserwatorskiej w Oddziale Krakowskim PP Pracowni Konserwacji Zabytków.
Od 1981 był wykładowcą w Katedrze Etnografii Słowian Uniwersytetu Jagiellońskiego, członkiem Zarządu Oddziału Krakowskiego Stowarzyszenia Historyków Sztuki, przewodniczącym Sekcji „Kościoły Drewniane”, od 1991 – przewodniczącym Komisji Programowania i Oceny Realizacji Społecznego Komitetu Odnowy Zabytków Krakowa, wieloletnim rzeczoznawcą Ministra Kultury i konsultantem naukowym Ośrodka Dokumentacji Zabytków w Warszawie. Współzałożyciel Obywatelskiego Komitetu Ratowania Krakowa.
Był autorem i współautorem setek publikacji z dziedziny historii sztuki i architektury sakralnej.

## Odznaczenia
W 1995 za całokształt działalności w dziedzinie ratowania polskiego dziedzictwa kulturowego został odznaczony przez Prezydenta RP Krzyżem Oficerskim Orderu Odrodzenia Polski.

## Upamiętnienie
Od 2003 patron Nagrody Województwa Małopolskiego im. Mariana Korneckiego przyznawaną za całokształt działalności oraz za realizację wartościowych projektów na obszarze Małopolski.

## Życie prywatne
Syn Mariana Józefa Korneckiego, kpt. Wojska Polskiego, Doctora Iuris UJ, zamordowanego w KL-Auschwitz i Janiny z Kowalskich Korneckiej.
Mąż Felicji z domu Rejduch (1925–2010), miał dwie córki. Spoczął na cmentarzu Rakowickim.